# Lupinus luteus
Il lupino giallo (Lupinus luteus L.) è una pianta della famiglia Leguminosae.

## Descrizione

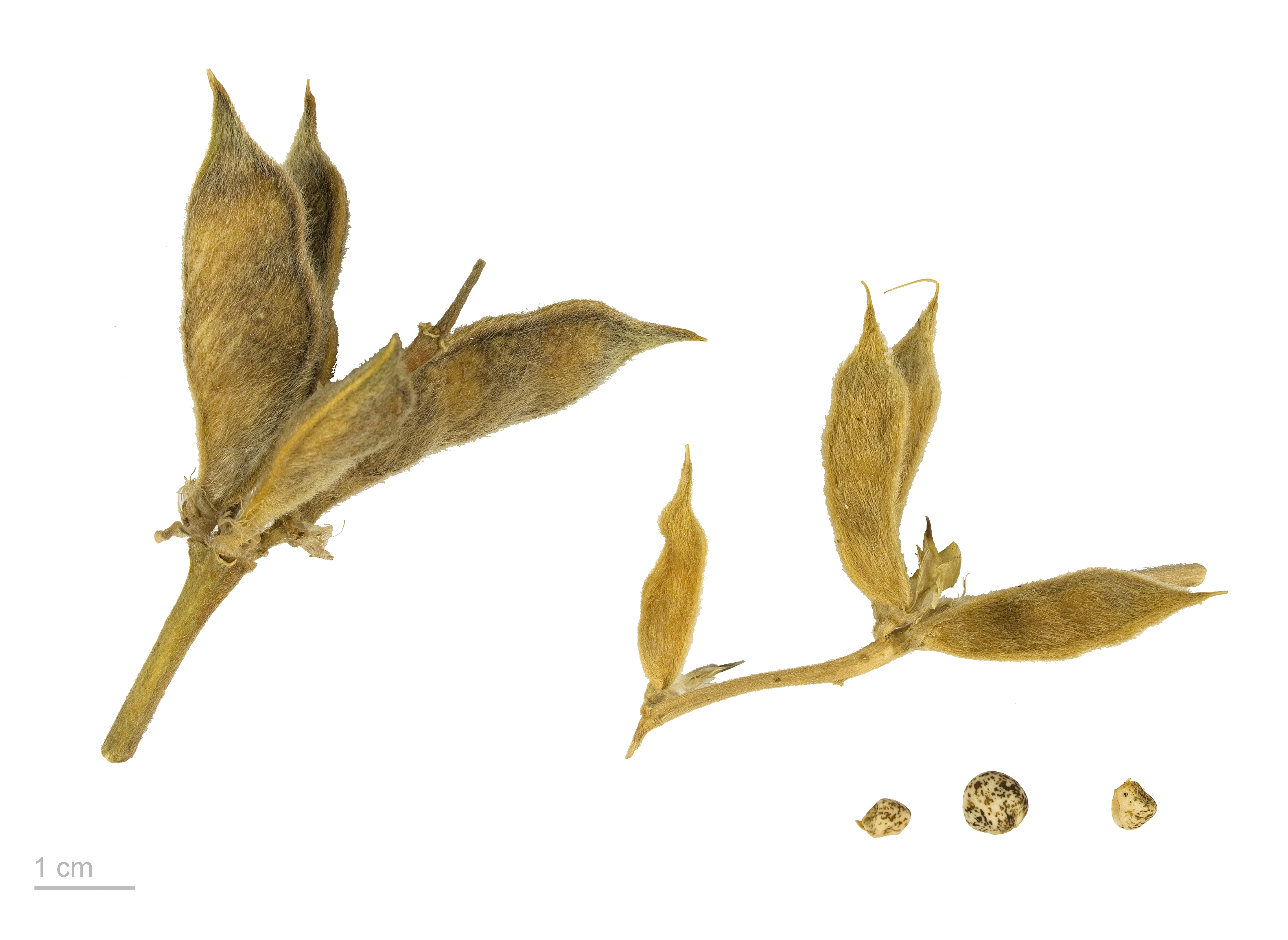
Frutti e semi

Sono piante erbacee annuali, con fusti eretti, pubescenti, alti sino a 60 cm.
L'infiorescenza è un racemo con fiori dalla corolla gialla.
Il frutto, commestibile, è un baccello ricoperto di peluria e contenente fino a sei semi di colore e grandezza variabile.

## Distribuzione e habitat
Questa specie è nativa dell'area mediterranea (Portogallo, Spagna, Corsica e Italia, comprese Sardegna e Sicilia).
È stata introdotta in diversi paesi dell'Africa e dell'Asia. In Australia è considerata una specie invasiva.
Cresce in presenza di climi caldi-temperati o tropicali, laddove la coltivazione si trovi in alta quota, e non sopporta il freddo e in particolar modo le nevicate.
Viene seminato in autunno nelle regioni con clima temperato e in primavera in montagna.

## Usi
La specie è utilizzata nella floricoltura e nell'alimentazione del bestiame.